# Střední nádrž vodního díla Nové Mlýny
Das europäische Vogelschutzgebiet Střední nádrž vodního díla Nové Mlýny (deutsch: Mittlerer Stausee des Wasserwerks Nové Mlýny) liegt in Südmähren im Süden Tschechiens. Das etwa 10,5 km² große Vogelschutzgebiet umfasst den mittleren Teil des Thaya-Stausses, der von zwei Dämmen begrenzt ist. Der untere, östliche Damm liegt zwischen den Ortschaften Strachotín und Dolní Věstonice, über den oberen, westlichen Damm führt die Staatsstraße 52. Das Gebiet ist fast deckungsgleich mit dem Naturschutzgebiet Vestonická nádrž. In den See münden auch die Thaya-Zuflüsse Svratka und Jihlava. Je nach Wasserstand entstehen im See zahlreiche kleine Inseln und Schlickflächen.
Der Stausee ist ein wichtiger Rastplatz für Zugvögel, insbesondere für Großgänse und Seeadler, und Brutplatz für zahlreiche Wasservogelarten, wie die Flussseeschwalbe, die Kolbenente und die Lachmöwe.  

## Schutzzweck
Folgende Vogelarten sind für das Gebiet gemeldet; Arten, die im Anhang I der Vogelschutzrichtlinie geführt sind, sind mit * gekennzeichnet:
| Bild             | Anhang I | EU Code | Art              | wissenschaftlicher Name |
| ---------------- | -------- | ------- | ---------------- | ----------------------- |
| Blässgans        |          | A041    | Blässgans        | Anser albifrons         |
| Graugans         |          | A403    | Graugans         | Anser anser             |
| Waldsaatgans     |          | A039    | Waldsaatgans     | Anser fabalis           |
| Seeadler         |          | A075    | Seeadler         | Haliaeetus albicilla    |
| Flussseeschwalbe |          | A193    | Flussseeschwalbe | Sterna hirundo          |